# Pârneava

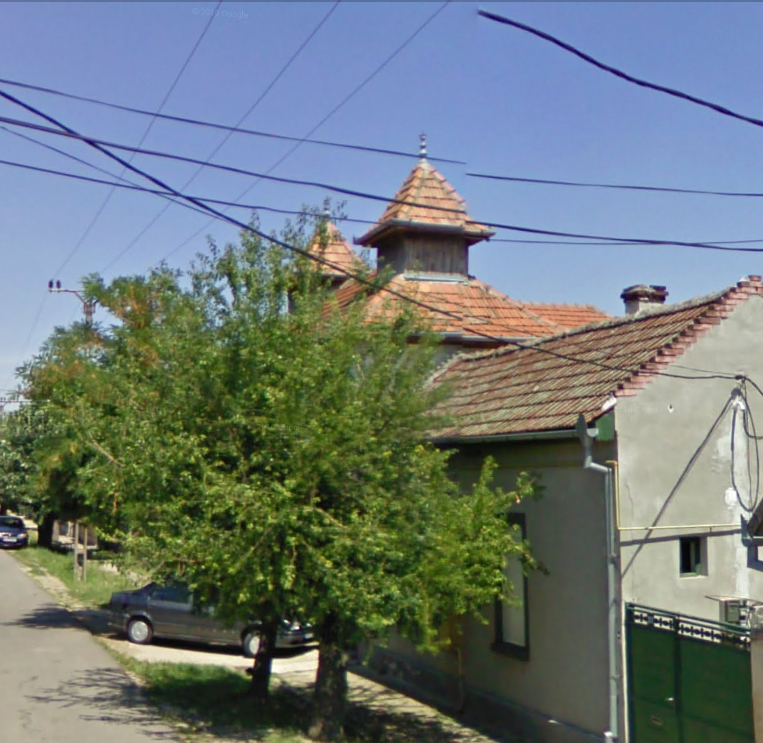
Cartierul Pârneava, str. Gheorghe Doja

Pârneava (mai demult Valachay (Walachei)) este unul dintre cartierele municipiului Arad. De la constituirea sa în secolul al XIX-lea Pârneava a fost considerat cartierul românesc al Aradului. Catedrala Nașterea Sf. Ioan Botezătorul din Arad a servit ca biserică parohială pentru credincioșii din Pârneava. Ortodocșii pârnăveni mai au un lăcaș de cult, Biserica cimitirului Pomenirea. În anii 2000 a fost construită în acest cartier Biserica Baptistă Dragostea. Viața acestui cartier este strâns legată de Pădurea Ceala, aflată la marginea cartierului.

## Lăcașuri de cult
- Biserica Cimitirului Pomenirea
- Biserica Baptistă Dragostea
- Biserica Baptistă Maghiară
- Biserica Apostolică Maranata

## Biserica Apostolică Maranata

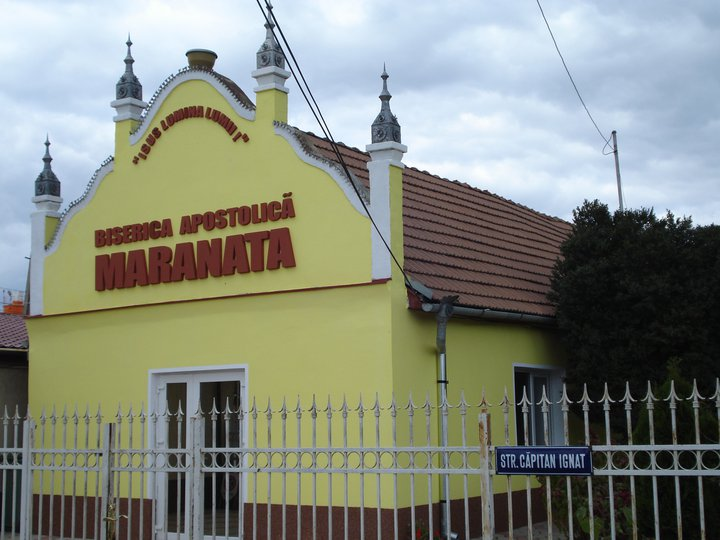
Biserica Apostolică Maranata

În anul 1974 membrii mișcării apostolice din Arad se adunau prin case particulare. La numarul credinciosilor s-au adaugat foarte multi prieteni. Conducerea cultului a hotarat sa se construiască o biserică, fapt care nu a fost posibil în România comunistă. Biserica a putut cumpăra o casa aproape de centrul Aradului, pe str. Capitan Ignat nr. 68, care a fost amenajată ca sală de rugăciune. Pe data de 26 decembrie 1976 a avut loc dechiderea acesteia. Creșterea numărului de enoriași a făcut necesară extinderea clădirii, fapt pus în practică fără aprobări oficiale. În data de 30 mai 1983 biserica a fost închisă, iar unii credincioși au fost amendați și duși la miliție. 
Biserica este pastorita de la inceput de pastorul Costel Pleș, care a fost ordinat in anul 1979 și ales de catre biserica. Biserica “MARANATA” este amplasata langa Piata Obor, o constructie care nu atrage privirile printr-un stil arhitectonic deosebit.

## Cimitirul Pomenirea din cartierul Pârneava

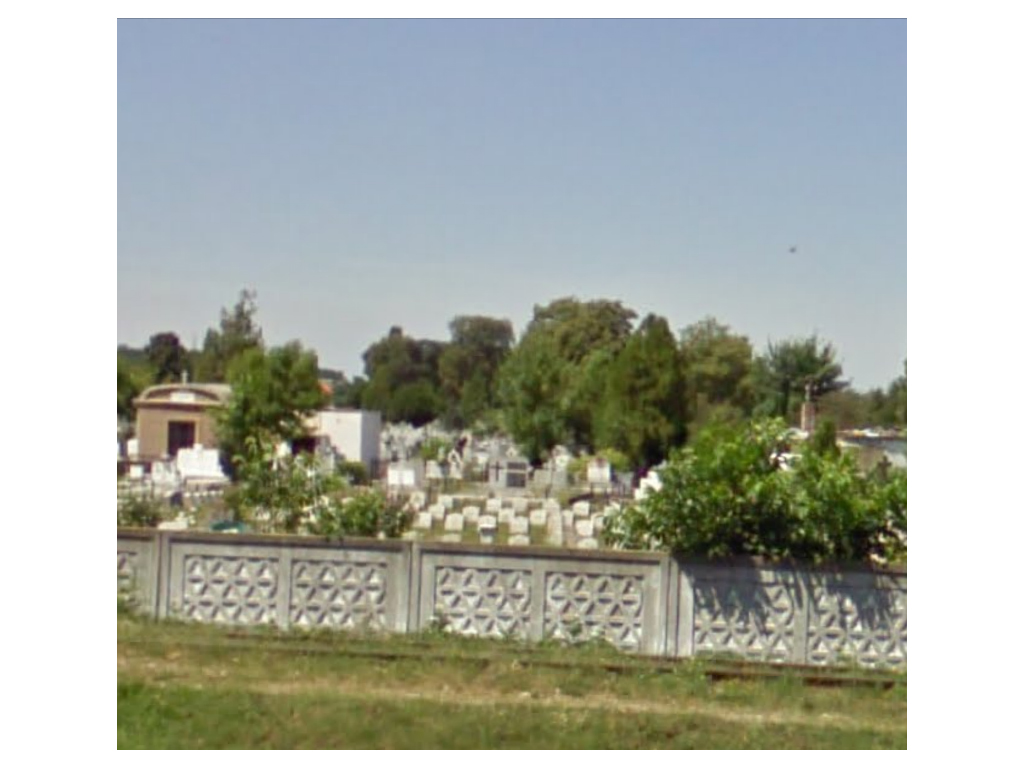
Cimitirul Pomenirea din Pârneava

- Mormântul lui Gustav Augustini; ziarist slovac, la Tribuna din Sibiu și Tribuna Poporului din Arad; dispărut.
- Mormântul lui Nicolae Ștefu; pseudonim publicistic: Nicu Stejărel; învățător; dirijor de coruri; obelisc din marmură albă ridicat în 1976 de nepoții săi.
- Mormântul lui Ioan Tatu; director bancar la Arădana și la filiala Albinei din Sibiu; stelă și gard de beton .

## Demografie
Populația este compusă din români (majoritatea) și un mic număr de Romi.

## Galerie

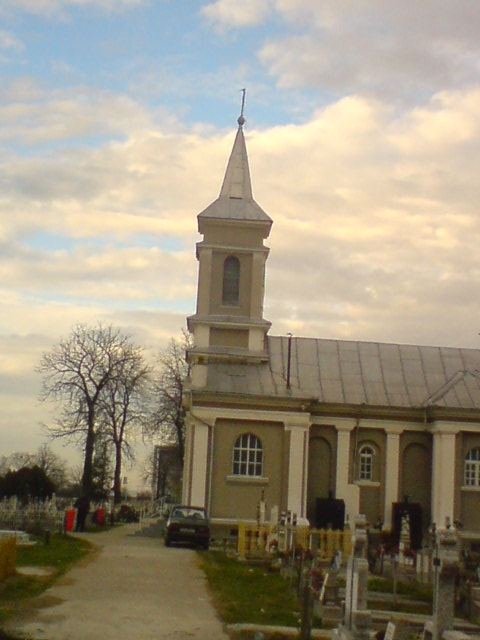
Biserica Cimitirului Pomenirea. Vedere din lateral
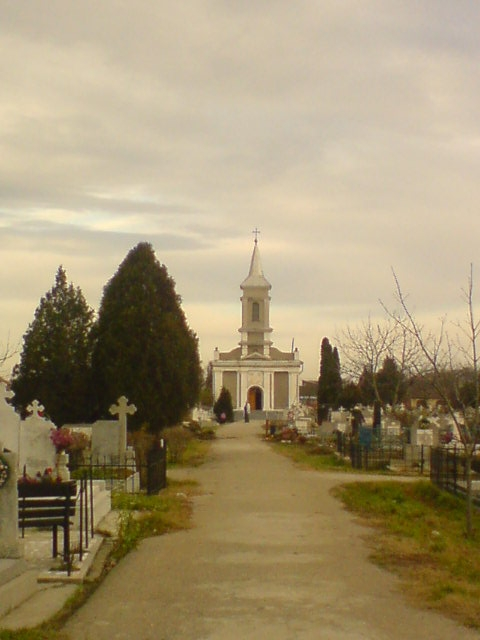
Biserica Cimitirului Pomenirea. Vedere din față
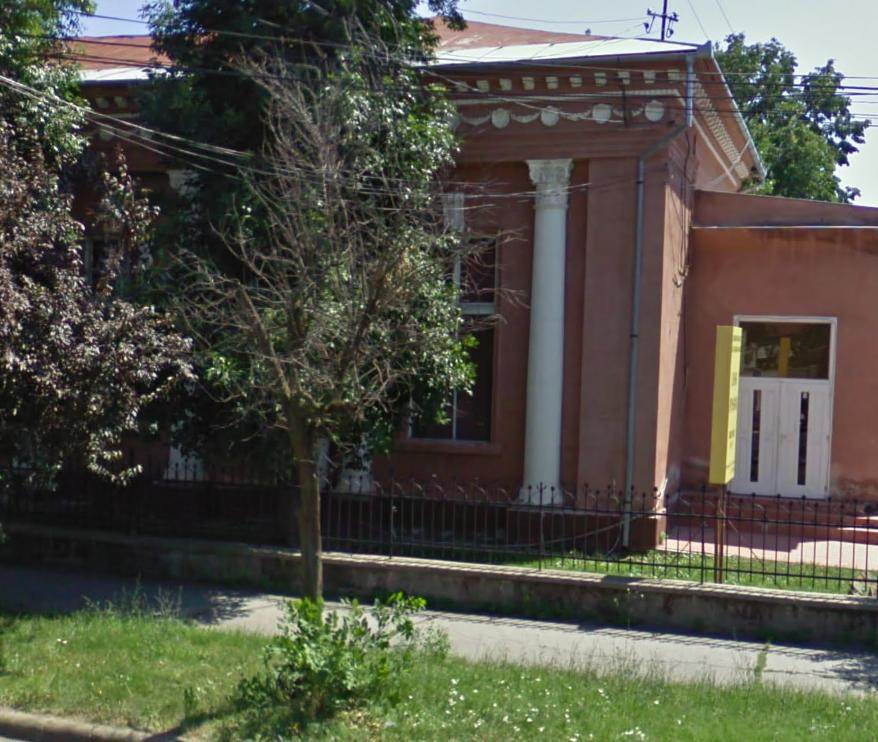
Fosta Casă Națională din cartierul Pârneava
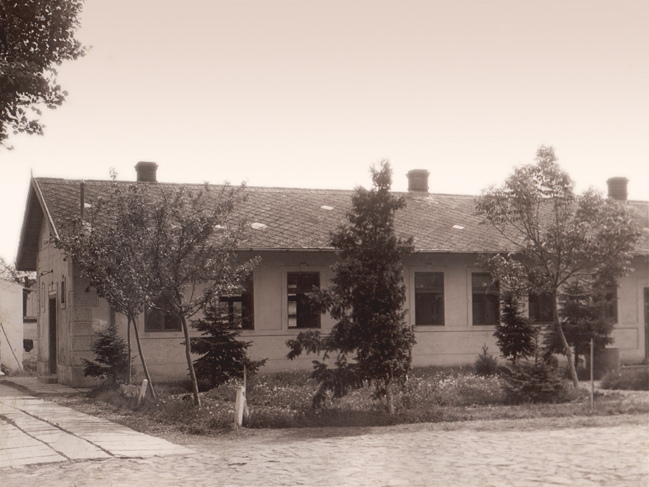
Fostul Spital TBC, azi Casa de Bătrâni din Pârneava
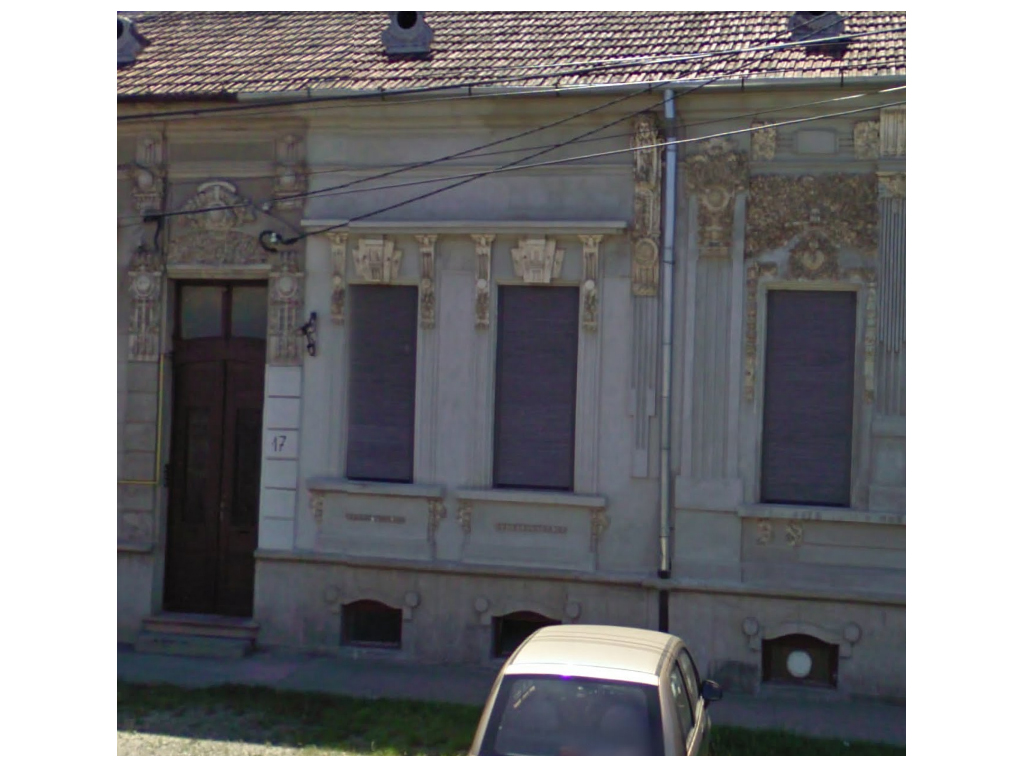
Casă Veche din Pârneava, str. Căpitan Ignat